# 미국 사회당 (1973년)
미합중국 사회당(美國 社會黨, Socialist Party of the United States of America)은 1972년에 해산된 미국 사회당(Socialist Party of America)의 후신임을 표방하며 창당된 정당이다.
미합중국 사회당은 당이 추구했던 사회민주주의 노선에 대해 비판적이었던 미국 사회당 인사들의 주도로 창당되었다. 1973년 6월, 미합중국 사회당은 사회주의 인터내셔널에 가입하였으나 베트남 전쟁에 대한 의견 차이로 탈퇴하였으며 이후 사회주의 인터내셔널과의 결별을 선언했다.